# Tucet špinavců
Tucet špinavců (anglicky The Dirty Dozen) je americký válečný film z roku 1967 režiséra Roberta Aldriche. Byl nominován na čtyři Oscary, přičemž obdržel jediného Oscara za zvukové efekty.
Film se odehrává za 2. světové války. Skupině dvanácti vojáků odsouzených k trestu smrti nebo k jiným vysokým trestům je nabídnuta možnost prominutí výkonu trestu, pokud podstoupí náročný výcvik a zúčastní se neobvyklé mise. Úkolem je provést diverzní akci ve Francii a zabít co nejvíce německých důstojníků.

## Herecké obsazení
- Ernest Borgnine jako generál Sam Worden
- Charles Bronson jako Joseph T. Wladislaw
- Jim Brown jako Robert T. Jefferson
- Tom Busby jako Milo Vladek
- Ben Carruthers jako Glenn Gilpin
- John Cassavetes jako Victor P. Franko
- Stuart Cooper jako Roscoe Lever
- Richard Jaeckel jako seržant Clyde Bowren
- George Kennedy jako major Max Armbruster
- Trini Lopez jako Pedro Jiminez
- Colin Maitland jako Seth K. Sawyer
- Al Mancini jako Tassos R. Bravos
- Lee Marvin jako major John Reisman
- Ralph Meeker jako kapitán Stuart Kinder
- Robert Phillips jako desátník Carl Morgan
- Robert Ryan jako plukovník Everett Dasher Breed
- Telly Savalas jako Archer J. Maggott
- Donald Sutherland jako Vernon L. Pinkley
- Clint Walker jako Samson Posey
- Robert Webber jako brigádní generál Denton

## Děj
Na jaře roku 1944 v Anglii vrcholí přípravy na Den D - plán spojenecké invaze na Německem kontrolovaný evropský kontinent. Svérázný major John Reisman, kterému je nadřízenými vytýkána nedisciplinovanost, dostane neobvyklý úkol. Generál Sam Worden mu předestře plán: s malou skupinou vojáků obviněných z těžkých zločinů podnikne diverzní akci, útok na zámek poblíž Rennes na Bretaňském poloostrově ve Francii. Na zámku se schází celá plejáda vysokých německých důstojníků a jejich eliminace může narušit systém německého velení a pomoci plánu invaze. Major Reisman se zasadí o to, aby vojákům, kteří misi přežijí byl prominut zbytek trestu. Je zřejmé, že velitelský štáb považuje misi za téměř sebevražednou a očekává návrat pouze několika mužů, ne-li žádného. Reisman se nemá v oblibě zejména se svým přímým nadřízeným plukovníkem Everettem D. Breedem, jenž několikrát zpochybnil majorovu poslušnost. Že je Reisman tvrdohlavý, o tom se přesvědčí i samotný generál Worden. Je však nucen uznat, že v některých věcech má major pravdu.
Reisman začne s 6měsíčním výcvikem dvanácti vězněných vojáků. Někteří mají dlouholeté tresty odnětí svobody, jiní dokonce trest smrti. Jsou to tito muži:
| Jméno            | Herec             | Rozsudek              | Charakteristika |
| ---------------- | ----------------- | --------------------- | --- |
| Franko, V. R.    | John Cassavetes   | trest smrti oběšením  | dřívější člen chicagského podsvětí, který má obzvlášť silný odpor k jakékoli autoritě                                                                                                   |
| Vladek, M.       | Tom Busby         | 30 let nucených prací | |
| Jefferson, R. T. | Jim Brown         | trest smrti oběšením  | voják tmavé pleti obviněn za rasovou vraždu |
| Pinkley, V. L.   | Donald Sutherland | 30 let uvěznění       | pomaleji chápající chlápek, na pokyn majora Reismana sehraje před plk. Breedem roli generála                                                                                            |
| Gilpin, S.       | Ben Carruthers    | 30 let nucených prací | |
| Posey, S.        | Clint Walker      | trest smrti oběšením  | dobromyslný silák, který se stává nervózním, když je popostrkován |
| Wladislaw, T.    | Charles Bronson   | trest smrti oběšením  | málomluvný bývalý horník ovládající němčinu, jehož otec byl ze Slezska a on sám byl obviněn za zastřelení vojenského lékaře, který prchal z boje ve chvíli, kdy ho jednotka potřebovala |
| Sawyer, S. K.    | Colin Maitland    | 20 let nucených prací | |
| Lever, R.        | Stuart Cooper     | 20 let uvěznění       | |
| Bravos, T. R.    | Al Mancini        | 20 let nucených prací | |
| Jiminez, J. P.   | Trini Lopez       | 20 let nucených prací | zemře ve Francii při seskoku padákem |
| Maggott, A. J.   | Telly Savalas     | trest smrti oběšením  | zapřisáhlý misogyn a náboženský fanatik |

Skupina si pod dohledem majora Reismana a seržanta vojenské policie Bowrena začne budovat na vyhrazené louce obydlí. Reisman všem důrazně vysvětlí, že celá operace je přísně tajná a oni se přihlásili dobrovolně. Pokud se někdo pokusí utéci nebo prozradí plány, podtrhne tím i ostatní a všichni se vrací do vězení a jejich tresty budou obnoveny. Utéci se pokusí Franco, ale Wladislaw s Jeffersonem si povšimnou jeho úmyslů a útěk mu překazí. Když se Franco pokouší přestříhat kleštěmi plot, s pomocí násilí mu v tom zabrání. Skupina mužů se začne postupně sbližovat a táhnout za jeden provaz. Prvním jejich společným stanoviskem je stížnost na studenou vodu. Vojáci se dožadují teplé vody, ale Reisman jim zatrhne i studenou a oni se tak nemohou holit (odtud přezdívka „tucet špinavců“). Pro parašutistický výcvik je skupina odeslána na základnu plukovníka Breeda. Dojde k nedorozumění a Breed očekává návštěvu generála. Major Reisman vybere Pinkleyho, aby sehrál roli generála a provede s ním společně inspekci Breedových mužů. Tohle divadlo se Breedovi nelíbí a pokouší se zjistit, o jaký tajný projekt jde. Má pocit, že si Reisman uzurpuje některé pravomoci a snaží se mu to znepříjemnit. Jeho dva vojáci napadnou na toaletě Wladislawa, ale ten nic neprozradí. Reismanovi vojáci si nejprve myslí, že je na něj poslal jejich velitel, aby si ověřil jejich loajalitu. Teprve později zjistí, že šlo o Breedovi muže. Poznají je tehdy, když plukovník Breed se svými vojáky přepadne tábor, aby ze „špinavců“ vypáčil cíle akce. To se nestane, neboť major Reisner rázně zasáhne, neváhá pro výstrahu vystřelit Breedovi pod nohy. Breed si stěžuje u generála Wordena. Je navrženo vyzkoušet majorovy muže v cvičení proti Breedovým jednotkám. Jejich úkolem je přepadení Breedova velitelství. Během manévrů používají Reismanovi muži některé neortodoxní praktiky (porušování pravidel, krádež sanitního vozu, simulování zranění atd.) a podaří se jim velitelství dobýt. To je jasný důkaz, že jsou plně připraveni pro svou hlavní misi.
Reismanova jednotka je letecky přepravena do Francie, kde seskočí padákem. V letadle si ještě opakuje naučené rýmy - plán útoku. Při seskoku se zabije jeden z mužů, Jimenez. Ostatní pokračují podle plánu. Major s Wladislawem proniknou v německé uniformě do zámku, zatímco Jefferson a Maggott vyšplhají po laně do horního patra budovy. Ostatní zaujmou pozice vně zámku. Plán je narušen v okamžiku, kdy se Maggott neovládne a přepadne jednu z žen. Přiloží jí nůž ke krku a nařídí jí, aby křičela. Osazenstvo zámku si z toho nic nedělá, domnívá se, že si někdo nahoře jen užívá. Maggott ženu probodne a začne střílet, což Němce zmobilizuje. Jefferson jej pak zastřelí, protože přestal plnit plán a jeho chování se stalo nepředvídatelné. Němečtí důstojníci se s dámským doprovodem ukryjí v podzemním krytu, zatímco vojáci se pustí do boje s neúplným „tuctem špinavců“. Reisman s Wladislawem zamknou důstojnictvo v krytu, ostatní pak nahážou dolů neodjištěné granáty a nalijí benzín. Jefferson poté vhodí do ventilačních rour odjištěné granáty a utíká k vozidlu. Nedostane se k němu, je zastřelen. Reisman, Bowren, Wladislaw a Franko, poslední přeživší z celého přepadového týmu opouští zámek v německém polopásovém vozidle. Franko je zastřelen zezadu právě v momentě, kdy oslavuje přežití mise. Zpět do Anglie se tak vrátí pouze major Reisman, seržant Bowren a Joseph T. Wladislaw. Mise byla splněna.

## Nominace na ceny
Film byl nominován na 4 Oscary, přičemž zvítězil pouze v kategorii „nejlepší zvukové efekty“ (Best Sound Effects).
- Oscar za nejlepší mužský herecký výkon ve vedlejší roli: John Cassavetes - nominace
- Oscar za nejlepší střih: Michael Luciano - nominace
- Oscar za nejlepší zvuk: MGM Sound Department - nominace
- Oscar za nejlepší zvukové efekty: John Poyner - vítěz

## Související filmy
- Tucet špinavců: Druhá mise (anglicky The Dirty Dozen: The Next Mission) - americký televizní film z roku 1985, režie Andrew V. McLaglen
- Tucet špinavců III: Smrtelná mise (anglicky The Dirty Dozen: The Deadly Mission) - americký televizní film z roku 1987, režie Lee H. Katzin
- Tucet špinavců IV: Osudová mise (anglicky The Dirty Dozen: The Fatal Mission) - televizní film USA/Jugoslávie/Itálie z roku 1988, režie Lee H. Katzin